# Dagligvaruföretag
Dagligvaruföretag är sådant företag som i egenskap av detaljist till konsumenter säljer dagligvaror, främst livsmedel.

## Lista över dagligvarukedjor i Sverige
- Axfood
- Bergendahlsgruppen
- City Gross
- Coop (KF)
- ICA
- Lidl
- Netto
- Vivo
- Willys